# Nkôno ôndè
Le nkôno ôndè est une pâte d'arachide assaisonnée aux écrevisses fumées et cuite au feu de bois. Appelé nkôno ôndè par les Bassa, ce plat cuisiné de la gastronomie camerounaise est nommé nnam owondo par les peuples Béti. Chez les Bamoun, on l'appelle Mbouo pirien.

## Préparation
La préparation de cette pâte d'arachide assaisonnée des écrevisses fumées est complexe. L'arachide est grillée et écrasée pour obtenir une pâte qui sera incorporée d'écrevisses ou de poisson fumé. La pâte obtenue est ensuite conditionnée dans des feuilles de bananier puis cuite en papillote. Au lieu d'une cuisson en papillote, la pâte d'arachide peut aussi être cuisinée dans une marmite pour obtenir un autre plat camerounais à base d'arachide. 